# Cartersville
Cartersville – miasto w Stanach Zjednoczonych, w północno-zachodniej części stanu Georgia. Jest siedzibą władz hrabstwa Bartow. Według spisu w 2020 roku liczy 23,2 tys. mieszkańców. 

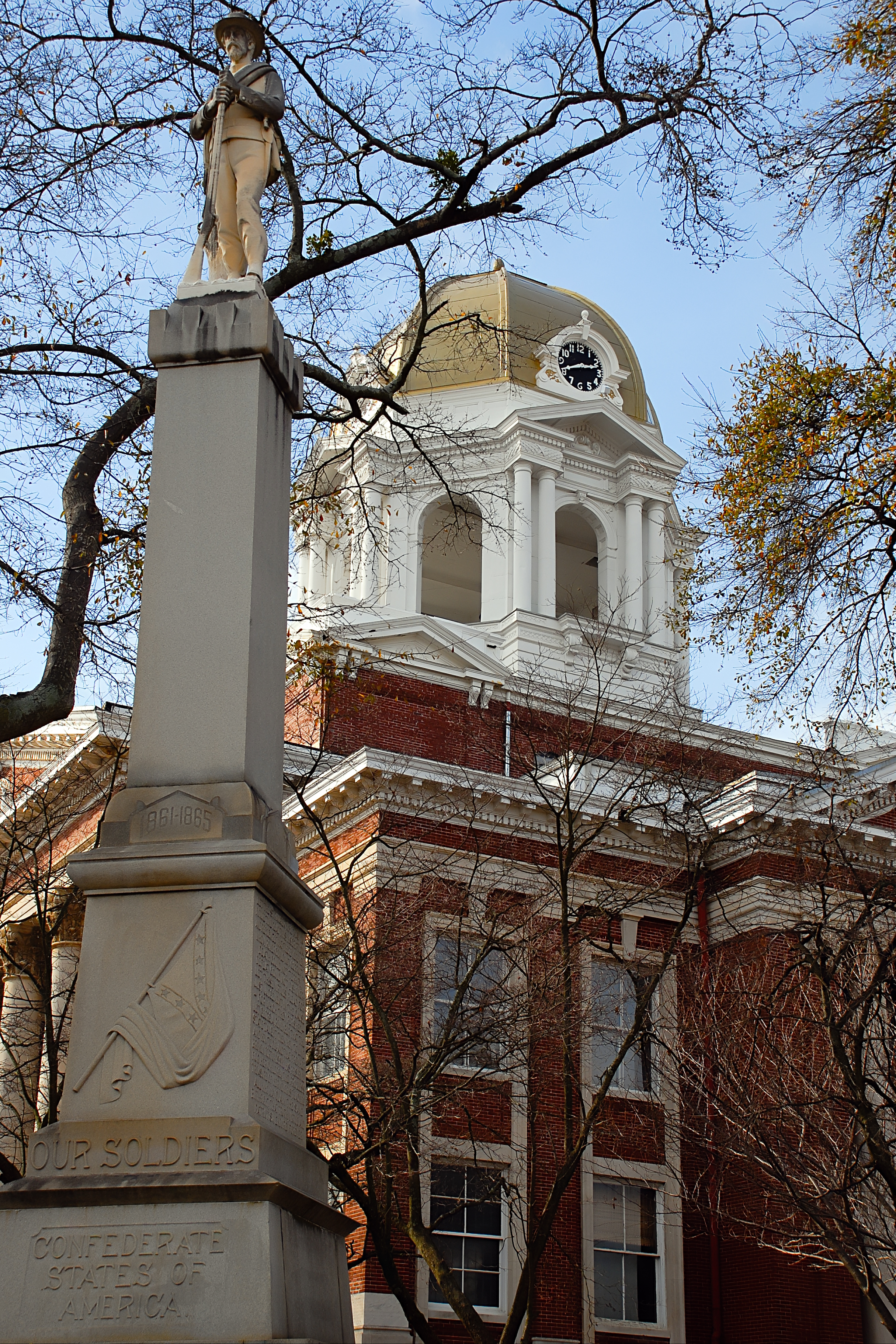
Ratusz miejski w Cartersville